# Кмин щетинистый
Кмин щетинистый (лат. Cuminum setifolium) — однолетнее растение, вид рода Кмин (Cuminum) семейства Зонтичные (Apiaceae).
Растет на каменистых местах в Крыму и на Кавказе.
Молодые побеги и листья употребляют как приправу к салатам и разным блюдам.

## Ботаническое описание
Корень тонкий, простой.
Стебель около 10—20 см высотой, тонкобороздчатый.
Листья на коротких черешках, при основании расширенные во влагалище.
Соцветия — зонтики на длинных ножках, с двумя—четырьмя неодинаковыми голыми лучами, зонтички с двумя — шестью неравными 1 —5 мм длиной бороздчатыми лучами.
Плод немного сжатый с боков, с остающимися чашечными зубцами, снаружи волосистый и покрытый длинными щетинками.
Цветёт в мае—июне. Плоды созревают в августе.